# Adventure (Guyana)
Adventure je vesnice v regionu Pomeroon-Supenaam ve státě Guyana na atlantském pobřeží.